# Alhassan Kamara
Alhassan Kamara (Freetown, Sierra Leona; 13 de enero de 1993) es un futbolista sierraleonés. Juega de delantero y su equipo actual es el Örebro SK de la Allsvenskan de Suecia.

## Clubes
| Club               | País         | Año         |
| ------------------ | ------------ | ----------- |
| Kallon F.C.        | Sierra Leona | 2010 - 2011 |
| Bodens BK (Cedido) | Suecia       | 2011        |
| AIK Solna          | Suecia       | 2012 - 2013 |
| Örebro SK (Cedido) | Suecia       | 2012 - 2013 |
| Örebro SK          | Suecia       | 2014 -      |